# Face (rapper)
Face, pseudonimo di Ivan Timofeevič Drëmin (in russo Иван Тимофеевич Дрёмин?; Ufa, 8 aprile 1997), è un rapper russo.

## Biografia
Nato a Ufa, ha intrapreso la carriera musicale nel 2015 con la pubblicazione di svariati singoli ed è noto soprattutto per la musica che denuncia la corruzione e i problemi sociali della Russia.
Face ha visto la svolta commerciale grazie al primo mixtape Slime, che ha raggiunto la 14ª posizione della classifica lettone e che a fine 2019 è risultato uno dei 50 dischi più venduti a livello nazionale. Anche il suo quinto album in studio 12, uscito ad ottobre 2019, è riuscito ad ottenere successo commerciale al di fuori della Russia, esordendo al 21º posto nella classifica degli album lettone.
Nel 2019 ha inoltre inciso il singolo Jumorist come colonna sonora del film omonimo ed è stato eletto artista dell'anno dall'edizione russa di GQ. Il successo ottenuto da 12 gli ha fruttato una candidatura nella categoria di miglior artista di MTV Russia agli MTV Europe Music Awards, dove tuttavia ha perso nei confronti di Maruv.
Nel 2021 è uscito il disco Iskrennij, promosso dall'omonimo tour con date in Estonia, Lettonia, Lituania, Russia e Ucraina. A seguito del conflitto russo-ucraino la traccia Labirint, tratta dal disco 12, ha riscoperto popolarità, dopo essere entrata per la prima volta nella Russia Songs.

## Vita privata
Face ha espresso il proprio dissenso all'invasione russa dell'Ucraina nel marzo 2022, sostenendo di lasciare in maniera definitiva la Federazione Russa e interrompendo l'attività concertistica nella suddetta nazione. L'8 aprile successivo è stato riconosciuto dal Ministero della giustizia come «agente straniero».

## Discografia

### Album in studio
- 2017 – Revenge
- 2017 – Hate Love
- 2017 – No Love
- 2018 – Puti neispovedimy
- 2019 – 12
- 2021 – Iskrennij
- 2023 – Ničego chorošego
- 2024 – Bog rėpa

### EP
- 2015 – Prokljataja pečat'
- 2016 – Vlone
- 2016 – Playboy
- 2021 – Žizn' udalas'
- 2021 – Varvar
- 2021 – Krazy

### Mixtape
- 2019 – Slime

### Singoli
- 2015 – Veb-pank
- 2015 – Sab-ziro (Freestyle)
- 2015 – Kanji
- 2015 – Mask (con Heartsnow)
- 2015 – Murder
- 2015 – All Good
- 2015 – Kot
- 2016 – Skate
- 2016 – Baby Face
- 2016 – Vlone (con Obrazkobra)
- 2016 – Flatrave (con Heartsnow)
- 2016 – Megan Fox
- 2016 – Oni nas znajut
- 2016 – Alcohol
- 2016 – Payback
- 2016 – Vans
- 2016 – January
- 2016 – Mayhem
- 2016 – Mne pochuj
- 2016 – Ja ebanutyj
- 2016 – Idi nachuj
- 2017 – Burger
- 2017 – Baby
- 2017 – Ja ronjaju zapad
- 2017 – 24 na 7
- 2018 – Zemfira
- 2019 – Woof
- 2019 – Southside Baby
- 2019 – Moj Kalašnikov
- 2019 – Jumorist
- 2019 – Počemu ėto pučše, čem tvoj polnocennyj al'bom?
- 2020 – Nadežda
- 2020 – Pussi
- 2020 – Prosto
- 2020 – Rėjman
- 2023 – Prada
- 2024 – Nenavižu
- 2024 – Ot zemli